# Bamiléké
I Bamiléké sono un gruppo etnico africano, stanziato prevalentemente in Camerun, dove con circa il 22% della popolazione totale costituiscono l'etnia più numerosa.

## Significato della denominazione
Il termine “bamiléké” non è quello con cui si identificavano coloro ai quali fu attribuito. Quelli che, nel ventunesimo secolo, vengono detti bamiléké erano soliti distinguersi tra loro attraverso il nome del reame cui appartenevano. Il termine “bamiléké” non è altro che un vocabolo amministrativo coniato all'epoca della colonizzazione tedesca che appare scritto, per la prima volta, nel 1913 sulla “carta Moisel”. La denominazione sarebbe una deformazione dell'espressione regionale ba liku o mbale-keo, che nella lingua dei Bali significa “le genti che stanno in basso”.

## Origine del nome
L'etimologia del termine “bamiléké”, stabilita dal Reverendo Padre Stoll, è stata esposta per la prima volta da Dugast nel suo Inventaire ethnique du Sud-Cameroun: in una lettera datata 27 marzo 1944 ed a lei indirizzata, l'amministratore di Dschang, Geay spiega la sua adozione del termine. Stando a quanto scrive l'amministratore, nei primi anni del 1900 uno degli esploratori tedeschi, giunto al di sopra della conca di Dschang passando per le montagne, trovandosi di fronte al paesaggio fortemente umanizzato delle colline alle pendici dei monti Bambouto, domandò “chi sono le genti che si vedono qui?”. La sua guida, originaria di Bali-Nyoga, rispose semplicemente: mbale-keo, cioè “sono le genti che stanno in basso”, come in altri luoghi ebbe a dire “sono le genti che stanno in alto”, secondo un'abitudine propria delle popolazioni del luogo di chiamare i propri vicini in rapporto alla loro posizione in altitudine. Ne deriva che mbale-keo sono quei gruppi che abitano dei territori posti in basso rispetto a quelli in cui vivono i Bali. L'esploratore trascrisse questa risposta credendo che quanto pronunciato dalla guida fosse il nome proprio di quelle genti.

## Applicazione della denominazione
Il termine mbale-keo, divenuto poi Bamiléké, fu applicato quindi inizialmente agli abitanti della circoscrizione di Dschang prima di divenire il termine ufficiale che designava le popolazioni dei monti Bambouto, ma anche i popoli autoctoni del Grassland, in particolare quelli degli altipiani del sud della parte francese del Camerun, dopo la divisione del paese a seguito della seconda guerra mondiale. Da allora il termine ha acquisito uno statuto ufficiale di etnonimo.

## Tradizioni
Cerimonia dei Teschi: è una delle più importanti cerimonie di questo popolo, che si basa sulla venerazione dei defunti.